# Rue Maarad

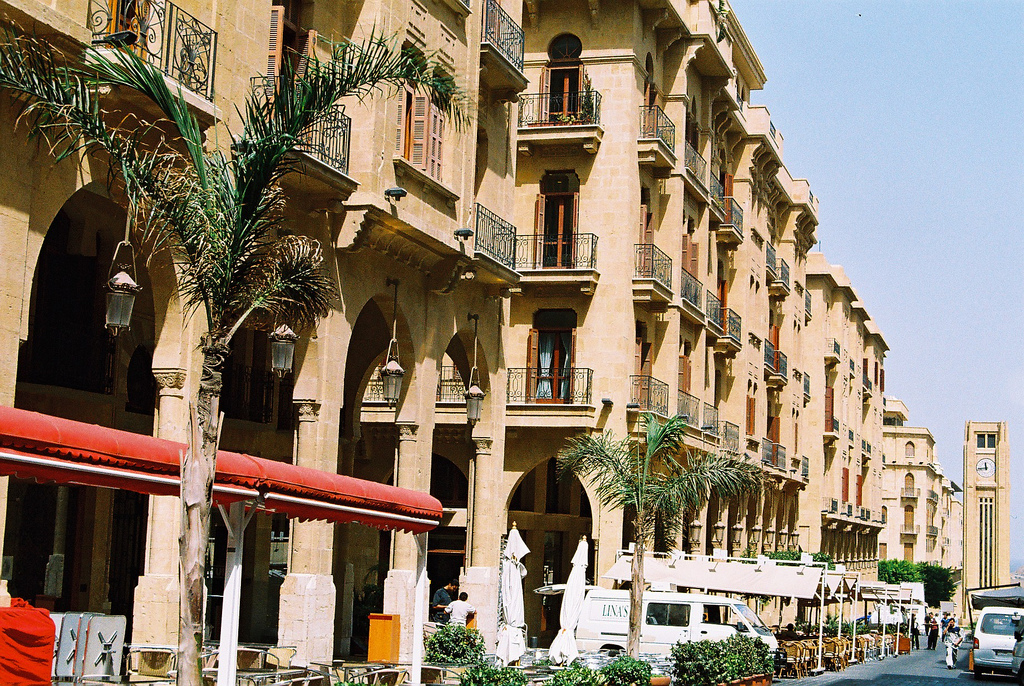
Maarad street, con dirección hacia Nejeh Square

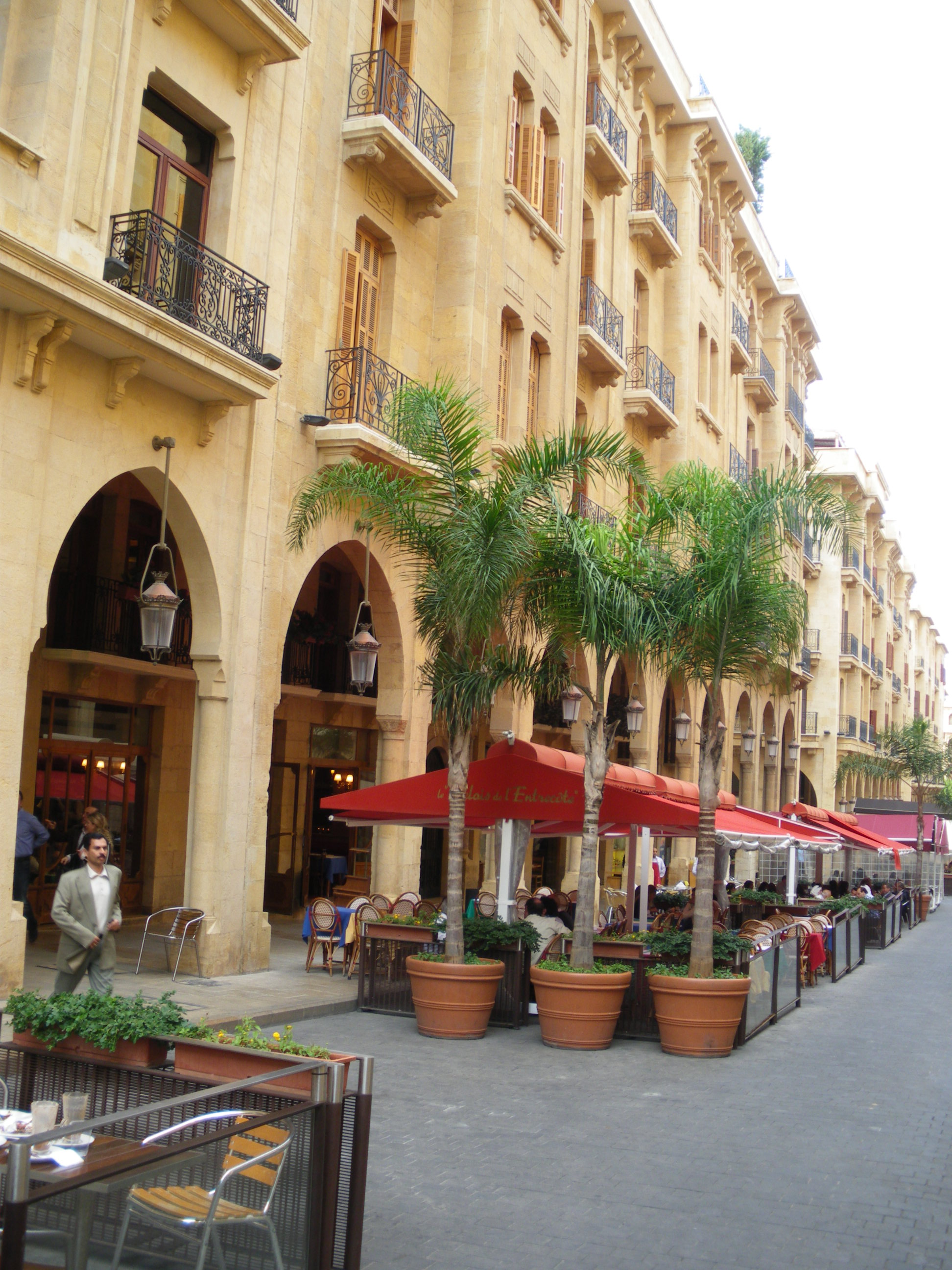
Cafeterías en la Rue Maarad

Rue Maarad (en árabe: شارع المعرض) es una calle importante situada en el Distrito Central de Beirut, el "centro financiero, comercial y administrativo del Líbano". Dañada gravemente en la Guerra Civil Libanesa, la calle recibió una reconstrucción exhaustiva y un plan de desarrollo del gigante inmobiliario libanés Solidere. Los edificios de la calle y sus alrededores se preservaron y restauraron, destacando su carácter original, y se peatonalizó la calle. 

La calle y sus alrededores ocupan el lugar de la antigua ciudad fortificada medieval, entre el Grand Serail otomano y el Barrio Foch-Allenby. La zona muestra una arquitectura de comienzos del siglo XX que combina elementos clásicos e islámicos con el art déco y el art nouveau, reflejando el cambio del statu quo político del Líbano al pasar del dominio otomano al mandato francés.

La calle comienza en la Plaza Riad as-Solh y termina en "Nejme Square", donde se sitúa el Parlamento del Líbano. La zona Nejme-Maarad destaca particularmente por sus edificios de piedra, calles radiales y callejones con soportales. En la actualidad, la zona es dinámica, con tiendas, bancos, empresas y una amplia gama de restaurantes, cafeterías, bares y discotecas.

## En ficción

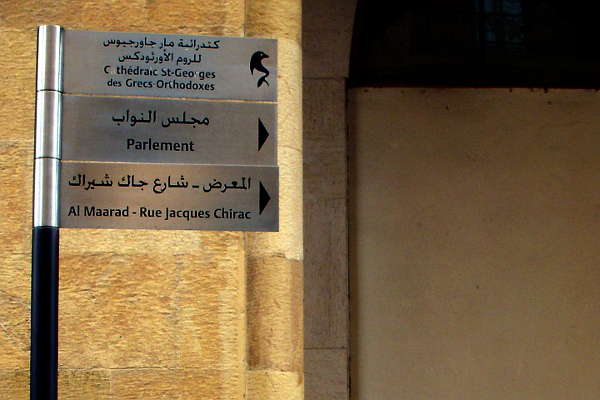
Cartel de la Rue Maarad

- The Tiller of Waters de Hoda Barakat

"Salí a la Rue Maarad, pensando que llegaría hasta Rue Weygand y desde allí iría a casa para plantar los brotes antes de que se marchitaran."